# Alpen Publishers
Alpen Publishers est une maison d'édition suisse de bande dessinée créée par Fabrice Giger peu avant qu'il ne rachète Les Humanoïdes associés. De 1988 à 1994, elle publia des albums destinés à un public adolescent ou amateurs de récits plus classiques que ceux des Humanoïdes associés. 
Victor Levallois y a été créé et y parurent le temps de quelques volumes des séries réputées comme Barbe-Rouge, Blueberry, Durango, Jerry Spring ou encore Léonid Beaudragon.